# ルキウス3世 (ローマ教皇)
ルキウス3世（Lucius III, 1100年(?) - 1185年11月25日）は、12世紀のローマ教皇（在位、1181年-1185年）。本名はウバルド・アルチンゴリ（Ubaldo Allucingoli）。

## 教皇就任以前
ルキウス3世は1100年ごろ、当時独立国であったルッカ共和国でオルランド (Orlando) の息子ウバルドとして生まれた。ウバルドはシトー修道会と近い関係にあった。1138年12月、インノケンティウス2世によって枢機卿に指名されてサンアドリアノの助祭となり、1141年5月にはサンタプラシード (Santa Prassede) の司祭となった。その後、1158年12月にハドリアヌス4世によってオスティアおよびヴェッレトリ教区の司祭に昇格され、さらにアレクサンデル3世のもとで首席枢機卿にまで昇り、強い影響力を発揮した。

## 教皇就任以降
アレクサンドル3世の後任として教皇に指名された後の1181年11月、一旦はローマに移り住んだが市民の反感に遭い、1182年3月に町を離れると以降の在位期間をヴェッレトリ、アナーニ、ヴェローナで過ごした。
ルキウス3世の在位中、神聖ローマ帝国とは常に緊張した関係であった。特に、トスカーナ女伯マティルデ・ディ・カノッサが残した領地の所有をめぐって皇帝フリードリヒ1世と対立した。1177年に神聖ローマ帝国とローマ教皇の間で結ばれたヴェネツィア条約（ヴェネツィアの和約）ではトスカーナ女伯の所領問題が未解決のままとなっていた。そこでフリードリヒ1世は1182年、教皇庁が領地を放棄する代わり、帝国がイタリアから得る収入の中から教皇に1割、司教に1割の計2割を分配する提案をしたが、ルキウス3世はこれに賛成せず、翌年示された妥協案にも同意しなかった。1184年10月にはヴェローナで教皇と皇帝の直接の話し合いが持たれたが、結局この件について解決を見ることはなかった。一方、新たな争いのもとが生まれていた。フリードリヒ1世は教皇分裂期に実施されたドイツ内の司教選挙を規制し、中でも1183年に行われたトリーア大司教選挙の見直しを要求したが、ルキウス3世はこれを聞き入れなかった。
1184年、ヴェローナで開かれた教会会議後に教皇勅書を発し、カタリ派やパタリン派、ヴァルド派、アルノルド派を異端として破門した。異端審問がより厳密に法制化されたのは1234年のグレゴリウス9世の代になってからである。
教皇は神聖ローマ帝国との対抗姿勢を緩めず、1185年、ついにはフリードリヒ1世が世継に指名したハインリヒ6世の即位にも反対し、イタリアの統治に関する両者の溝は深まるばかりであった。
エルサレム国王ボードゥアン4世の求めに応じて第3回十字軍の準備が進められていた1185年、ルキウス3世はヴェローナで没した。